# 火花隙

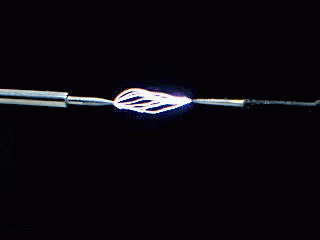
火花隙

火花隙（英語：spark gap，電路中常見符號SG）其組成為兩個導體構成的電極，兩者之間有一間隙，間隙中可含有氣體，比如空氣。當兩導體之間的電位差高於間隙氣體的崩潰電壓，此時氣體會發生游離，而兩導體間會發生電火花，而使其電阻大幅下降。
在游離氣體之間的路徑尚未中斷前會出現電流；此外尚有一最小值的維持電流（holding current），若低於此，電流可能會中斷。此情形通常發生在電壓下降，然因為氣體加熱膨脹也可能會導致電流中斷。氣體游離的過程通常反應劇烈，而產生劈啪聲，類似小規模的閃電效果。
歷史上，火花間隙常用作電路元件，包括火花隙發送器、靜電式發電機、X光機等。今日最廣泛的應用是內燃機的火星塞，但也用在避雷器及其他防止瞬間高壓電流的保護裝置上。